# Pasawahan (plaats in Purwakarta)
Pasawahan is een bestuurslaag in het regentschap Purwakarta van de provincie West-Java, Indonesië. Pasawahan telt 4478 inwoners (volkstelling 2010).